# Дилон, Авром Мойше
Авром-Мойше Дилон (Журавицкий) (1883, Жетл, Гродненская губерния — 3 октября 1934, Нью-Йорк) — еврейский поэт.

## Биография
Образование получил у частных педагогов в селении Борки, которое принадлежало его деду со стороны матери, затем в Бытене и Слониме. В 1904 эмигрировал вместе с родителями в США, где его отец сменил свою фамилию на девичью фамилию жены Дилон (Диллон).
Начал писать стихи в раннем возрасте. Его стихи печатались в различных изданиях на идиш: «Дос найэ лэбм» (Нью-Йорк), «Шрифтн» (Нью-Йорк), «Дэр онhэйб» (Нью-Йорк) и «Рэнэсанс» (Лондон). Принимал участие в нью-йоркском импрессионистском движении «Ди юнгэ».

## Произведения
- «Гелэ блэтэр» («Желтые листья», 1919)
- «Лидэр фун А. М. Дилон» («Песни А. М. Дилона», посмертно, 1935).